# マルガリータ (ずうとるびの曲)
「マルガリータ」は、ずうとるびの20枚目のシングル。
1980年2月5日に東芝EMI（現・ユニバーサルミュージック／EMI Records Japanレーベル）から発売された。

## 解説
- 今作以降、グループとしての活動よりも、ドラマ、バラエティーへの単独出演が多くなり、1982年に今村良樹がアメリカに留学することに伴い解散。そのため今作がずうとるびのラストシングルとなる。
- 今作はSHŌGUNの「Margarita」のカバーである。

## 収録曲
A面
- マルガリータ（作詞：ケーシー・ランキン、訳詞：篠塚満由美、作曲：芳野藤丸）

B面
- それはないよ…！（作詞：篠塚満由美、作曲：芳野藤丸）